# La Fête des masques
La Fête des masques est un roman de l'écrivain togolais Sami Tchak,. Paru en 2004 aux éditions Gallimard, l'oeuvre remporte le Grand prix littéraire d'Afrique noire dans la même année.